# James Mwewa Spaita
James Mwewa Spaita (* 8. April 1934 in Bombwe; † 4. November 2014 in Kasama) war Erzbischof von Kasama.

## Leben
James Mwewa Spaita empfing am 9. September 1962 die Priesterweihe für das Bistum Fort Rosebery.
Papst Paul VI. ernannte ihn am 28. Februar 1974 zum Bischof von Mansa. Die Bischofsweihe spendete ihm Erzbischof von Kasama, Elias White Mutale, am 28. April 1974; Mitkonsekratoren waren Erzbischof Luciano Angeloni, Apostolische Pro-Nuntius in Malawi und Sambia, und René-Georges Pailloux MAfr, Altbischof von Mansa. Sein bischöfliches Motto war To Serve, Not To Be Served.
Papst Johannes Paul II. ernannte ihn am 3. Dezember 1990 in Nachfolge des tödlich verunglückten Elias White Mutale zum Erzbischof von Kasama. Am 30. April 2009 nahm Papst Benedikt XVI. sein Rücktrittsgesuch an.
Über 40 Jahre engagierte er sich für die Partnerschaft zwischen der katholischen Pfarrgemeinde Zum Guten Hirten Möhnesee in Körbecke und der Diözese Kasama.